# Ishaq ibn Ali
Ishaq ibn Ali fue el quinto y último emir de la dinastía bereber de los almorávides. Tío del anterior emir Ibrahim ibn Tasufin —al que sustituyó—, falleció durante la toma de Marrakech por los almohades en 1147.

## Juventud
Ishaq intentó hacerse con el poder con el respaldo de su madre. Trató infructuosamente de que su padre Alí ibn Yúsuf lo nombrase heredero, en vez de a Tasufin ben Alí ben Yúsef. La tentativa fracasó.

## Emir
Después de la muerte de su hermano Tasufin en el asedio de Orán, se proclamó emir el hijo de este, el jovencísimo Ibrahim, a mediados de abril del 1145. Ishaq intrigó para deshacerse de su sobrino y tras dos meses de reinado logró que se lo declarase incapaz y se le nombrase su sustituto al frente del decadente imperio. Por entonces debía hallarse en la pubertad y contar con unos quince o dieciséis años.
Entre mediados de septiembre y mediados de octubre, el califa almohade Abd al-Mumin abandonó Tremecén y comenzó su regreso a Marruecos. Se apoderó sin mucho esfuerzo de Uchda y luego hizo lo mismo con Guercif para encaminarse a continuación a Fez. Esta cayó tras una denodada resistencia, el 26 de abril del 1146, por la traición de uno de sus habitantes, que abrió las puertas a los sitiadores. Al mismo tiempo, algunos importantes jefes almorávides se pasaron al enemigo, entre ellos el jefe de la flota. Este conquistó Cádiz, donde se encontraban sus barcos, para su nuevo señor; fue la primera ciudad andalusí en caer en poder de los almohades. Mequínez, que había sido cercada poco después de comenzar el asedio de la vecina Fez, cayó poco después que esta.
Un contingente almohade se dirigió hacia Salé, que conquistó el 20 de mayo, mientras que Ceuta optó por someterse voluntariamente. Seguidamente, el califa almohade se dirigió hacia la capital enemiga, Marrakech, sometiendo varias tribus por el camino. Llegó a la ciudad a mediados de junio del 1146. Los intentos almorávides de alejar al enemigo de la capital resultaron vanos. El asedio fue largo y cundió el hambre; los asediados llegaron a comer cadáveres para subsistir. El asalto final tuvo lugar el 24 de marzo del 1147, día en el que las fuerzas almohades lograron escalar las murallas y penetrar en el recinto de la ciudad. Muchos de los miembros de la familia real fueron pasados por las armas. Ishaq logró el perdón del califa almohade, pero uno de los lugartenientes de este, que lo odiaba, lo acometió y decapitó. La capital almorávide fue entregada varios días al saqueo.
| Predecesor: Ibrahim ibn Tasufin | Emir almorávide 1145-1147 | Sucesor: Puesto abolido (Imperio almohade) |